# كيفون لامبيرت
كيفون لامبيرت (بالإنجليزية: Kevon Lambert) (22 مارس 1997 في جامايكا - ) هو لاعب كرة قدم جامايكي في مركز الوسط.

## روابط خارجية
- كيفون لامبيرت على موقع الدوري الأمريكي (الإنجليزية)
- كيفون لامبيرت على موقع إي إس بي إن إف سي (الإنجليزية)
- كيفون لامبيرت على موقع قاعدة بيانات كرة القدم.إي يو (الإنجليزية)
- كيفون لامبيرت على موقع ناشيونال فوتبول تيمز (الإنجليزية)
- كيفون لامبيرت على موقع Soccerway.com (الإنجليزية)
- كيفون لامبيرت على موقع عالم كرة القدم.نت (الإنجليزية)